# Partibrejkers
I Partibrejkers (in alfabeto cirillico serbo Партибрејкерс) sono un gruppo rock serbo attivo dal 1982 e originario di Belgrado.

## Formazione

### Formazione attuale
- Zoran Kostić Cane - voce
- Nebojša Antonijević Anton a.k.a. Riki Rif - chitarra
- Darko Kurjak - batteria (1996-2005, 2010-)
- Zlatko Veljović Laki - basso

### Ex componenti
- Goran Bulatović Manza - batteria (1982-1985)
- Ljubiša Kostandinović Ljuba - basso (1982-1985, 1992-1994)
- Nenad Krasavac Kele - batteria (1985)
- Vlada Funtek - batteria (1986-1988)
- Dime Todorov Mune - basso (1986-1992)
- Marko Milivojević - batteria (1988)
- Igor Borojević - batteria (1989-1990, 1992-1994)
- Borko Petrović - batteria (1990-1992)
- Saša Vlajsović - basso (1992)
- Gojko Ševar - basso (1996-1998)
- Srđan Graovac - chitarra (1996-1998)
- Miodrag Karajanković - basso (1998-2005)
- Vladislav Rac - basso (2005-2009)

## Discografia
- 1985 - Partibrejkers I
- 1988 - Partibrejkers II
- 1989 - Partibrejkers III
- 1992 - Zabava još traje (live)
- 1994 - Kiselo i slatko
- 1996 - Najbolje od najgoreg (raccolta)
- 1997 - Ledeno doba
- 1999 - San i java (raccolta)
- 2002 - Gramzivost i pohlepa
- 2007 - Sloboda ili ništa
- 2010 - Krš i lom (live)